# Apistosia phaeoleuca
Apistosia phaeoleuca är en fjärilsart som beskrevs av Paul Dognin 1899. Apistosia phaeoleuca ingår i släktet Apistosia och familjen björnspinnare. Inga underarter finns listade i Catalogue of Life.